# Lacus Felicitatis

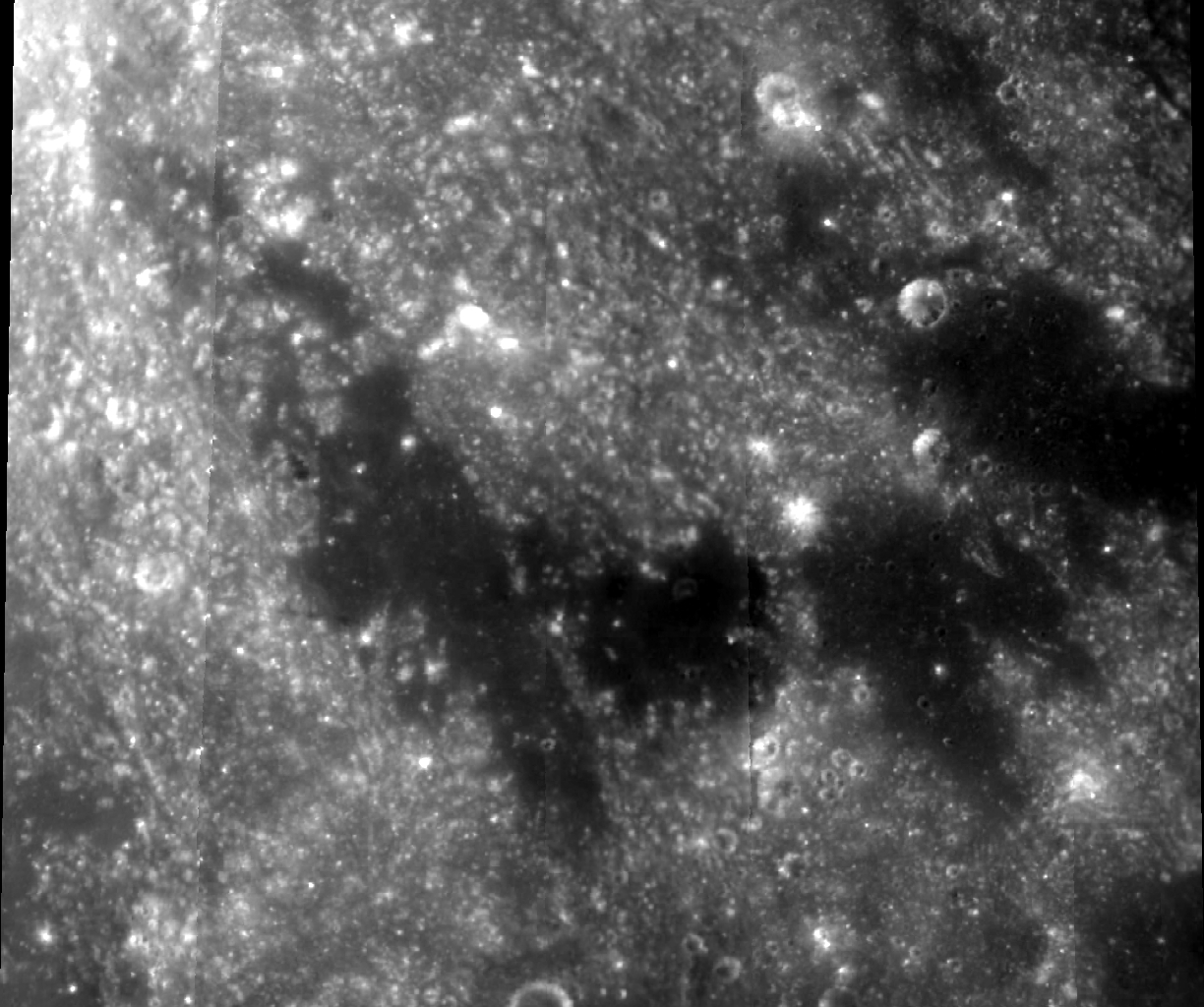
Lacus Felicitatis (imagen de la misión Clementine)

El Lacus Felicitatis (expresión en latín que significa "Lago de la Felicidad") es una pequeña zona de la superficie lunar que ha sido inundada por flujos de lava, dejando una superficie nivelada con un albedo menor que el suelo circundante. Está ubicado en Terra Nivium, un área de terreno continental situada al norte del Mare Vaporum. Aproximadamente 70-80 km al noreste de esta área se hallan los Montes Haemus, en el borde suroeste del Mare Serenitatis.
Sus coordenadas selenográficas son 19.0° N, 5.0° E, y tiene una extensión máxima de 90 km. De forma resumida, puede decirse que tiene forma de "L", con un ala al noroeste y otra al este. El borde es algo desigual, y está rodeado por la rugosa superficie lunar.

## Cráteres asociados
La UAI le ha asignado tres pequeños cráteres en su interior, que se enumeran a continuación:
| Cráter | Coordenadas                | Diámetro | Origen del nombre            |
| ------ | -------------------------- | -------- | ---------------------------- |
| Dag    | 18°42′N 5°18′E / 18.7, 5.3 | 0.5 km   | Nombre masculino escandinavo |
| Ina    | 18°36′N 5°18′E / 18.6, 5.3 | 3 km     | Nombre femenino en latín     |
| Osama  | 18°36′N 5°12′E / 18.6, 5.2 | 0.5 km   | Nombre masculino árabe       |

Ina es una depresión semicircular que tiene solo unos 30 m de profundidad y es difícil de observar desde la Tierra.
En noviembre de 2006, se sugirió que Ina pudo ser el resultado de una erupción de gas acontecida en los últimos 10 millones de años.
|  |  |  |